# シカゴ・ソウル

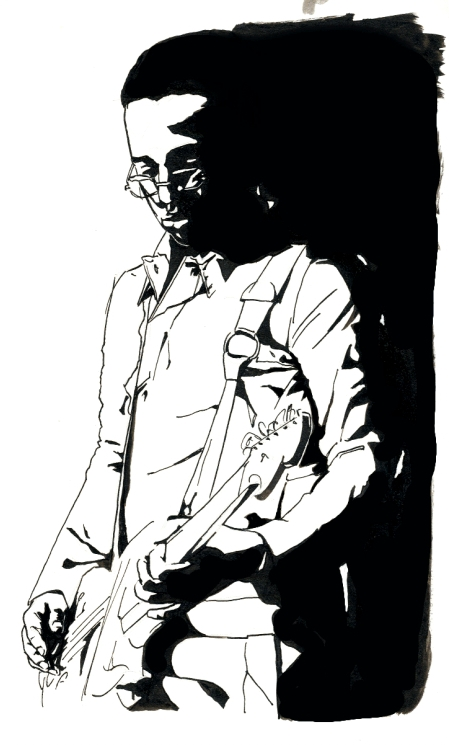
カーティス・メイフィールド

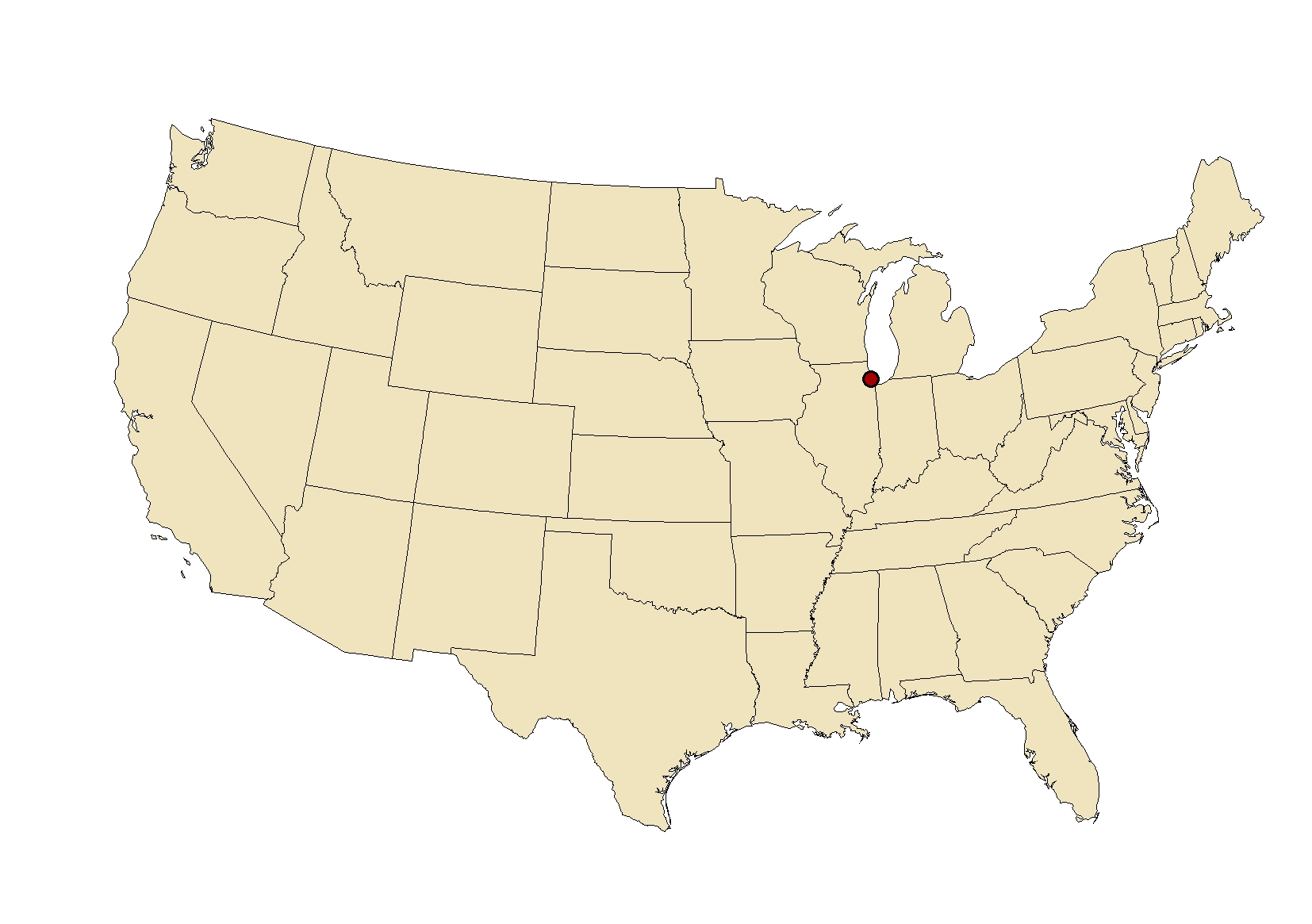
シカゴ市

シカゴ・ソウル（Chicago soul）は、ソウルミュージックの地域別スタイルの一つ。1960年代にシカゴで発展した。1960年代のデトロイト（モータウン）やメンフィス（スタックス）と並び、シカゴは1960年代、1970年代のソウル全盛期の拠点となった。

## 概要
ゴスペルやブルースの豊かな土壌の影響を受けたサザン・ソウルと同じく、シカゴ・サウンドも明らかにゴスペルを音楽要素としてふくむが、多少ソフトに洗練されているという特徴を持つ。シカゴのR&Bボーカル・グループは、リードボーカリストに、甘く落ち着いたコーラス・ハーモニーを添えてきた。 
管楽器に強いジョニー・ペイトや、カール・デイビスなどの編曲家が洗練されたオーケストレーションを行った。ゴスペルの要素が強く激しい南部ソウルに比べ、北部のシカゴ・ソウルは洗練された傾向がある。

## 主要レーベル
主に1960年代・1970年代に活発に活動したレーベルを記載。

### ヴィージェイ (Vee-Jay)

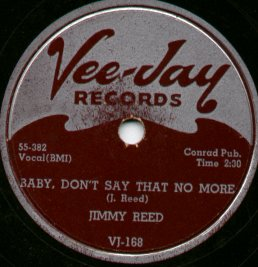
ジミー・リードのシングル・ラベル

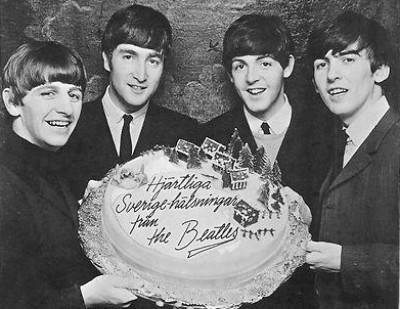
1963年のビートルズ

1952年シカゴで設立された。後にインディアナ州ゲイリーへ移転している1958年、シカゴでの最初のソウル・ヒットと目されるジェリー・バトラー＆インプレッションズ『For Your Precious Love』を録音。A&R担当のカルビン・カーターが多くの歌手を育てあげ、バトラー『He Will Break Your Heart』、ベティ・エヴェレット『The Shoop Shoop Song (It's in His Kiss)』、Dee Clark『レインドロップス』、ジーン・チャンドラー『デューク・オブ・アール』などがヒットした。
1962年にビートルズがアメリカで最初に契約したレーベルとしても有名である。1963年7月にビートルズの米国初アルバム『イントロデューシング・ザ・ビートルズ』を発売。資金繰りがきつくプロモーションもできなかったのでビートルズを手放すことになり、1966年に破産処理した。

### チェス (Chess Records)

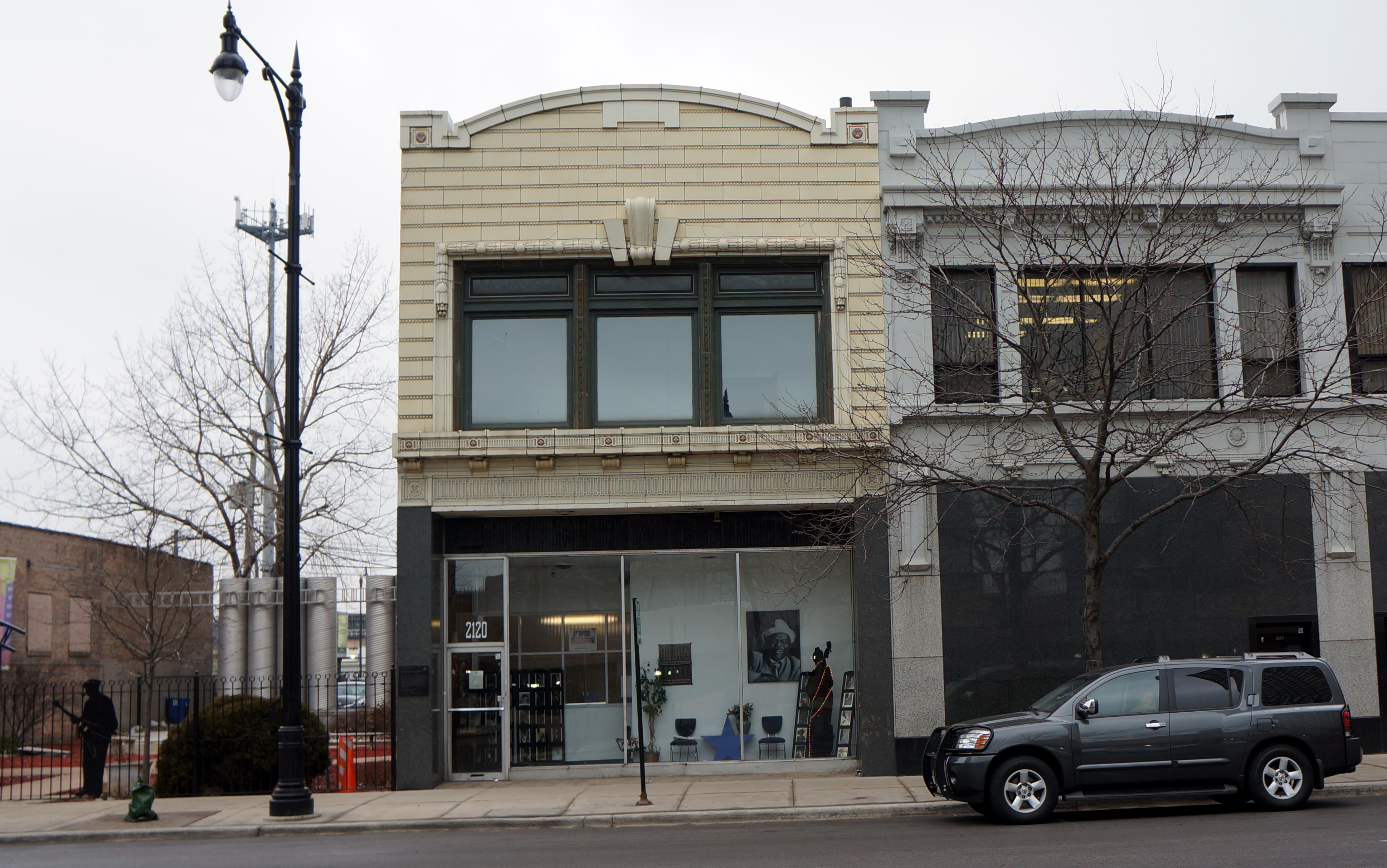
チェスのスタジオ2012年

チェス・レコードはかつてブルースを専門に扱っていたが、A&Rのロッケル・ビリー・デイビスが
- ザ・デルズ（英語版）("en:Stay in My Corner")、
- the Radiants ("Voice Your Choice")、
- ジャン・ブラッドレー（英語版）("Mama Didn’t Lie")、
- フォンテラ・バス（英語版）("Rescue Me")、
- ビリー・スチュアート（英語版）(“I Do Love You”)

などを育てた。エタ・ジェイムスはバラードの『At Last』、ソウルフルな『Tell Mama』を歌った。

### オーケー (OKeh)

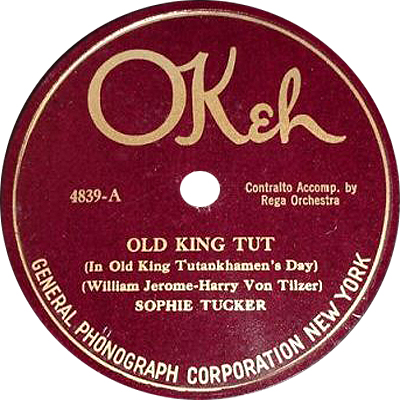
ソフィー・タッカーのシングル

コロムビア・レコード傘下にあるこのレーベルは、古くはルイ・アームストロングの1920年代の初期音源で知られる。A&Rはカール・デイヴィス。カーティス・メイフィールドが多くの曲を書き、シカゴ・ソウルの象徴となった。メジャー・ランス(『モンキー・タイム』)、Walter Jackson ("It’s All Over")、ジェリーの弟ビリー・バトラー ("Right Track")、Artistics ("Get My Hands on Some Lovin'")などがヒット。

### ABCパラマウント (ABC-Paramount)
ギター・作曲のカーティスが率いたインプレッションズが所属。後にボビー・ウォーマックらがカバーした"ジプシー・ウーマン"、ロッド・スチュアート、ボブ・マーリーらがカバーした"People Get Ready"などがヒット。ほかにマーベロウズ ("I Do")がいた。

### マーキュリー (Mercury)
1946年にアーヴィン・グリーン、バール・アダムスらが、シカゴで設立したレーベルである。インディーズとしてスタートした後、プラターズの大ヒットなどで、メジャー・レーベルに成長した。所属した音楽家としては、ジェリー・バトラー（シカゴ出身）、オハイオ・プレイヤーズ、バーケイズ、コンファンクシャン、カメオらがいる。白人ポップ・グループのペイパー・レイスは「ザ・ナイト・シカゴ・ダイド」(1974)のヒットをはなっている。

### コンステレーション (Constellation Records)
1963年8月にエワート・アブナー、Bill "Bunky" Sheppard、Art Sheridanが設立。アブナーはヴィージェイから飛び出した人物で、プロデューサーのBill "Bunky" Sheppardと、ジーン・チャンドラーとディー・クラークを引き抜いていた。Art Sheridanは1950年代初頭にチャンス・レコードを経営していて、ヴィージェイに投資していた。
チャンドラーは次の3年で飛躍し、"Just Be True"や"Nothing Can Stop Me"が全国ヒットになった。一方、ディー・クラークは"Warm Summer Breezes"や"Heartbreak"の地元ヒットに終わった。

### ワン・ダーフル (One-derful)
One-derful, M-Pac, Mar-V-lus, Midasの四つのレーベルの複合体で、はげしいゴスペル的スタイルを取った。オーティス・クレイ ("That’s How It Is"), Harold Burrage("Got to Find A Way")、マッキニー・ミッチェル ("The Town I Live In")、ハロルド・バラージュ ("Shake a Tail Feather")などがいた。アルビン・キャッシュとthe Crawlersの"Twine Time"がダンス・ヒット。

### ブランズウィック (Brunswick)

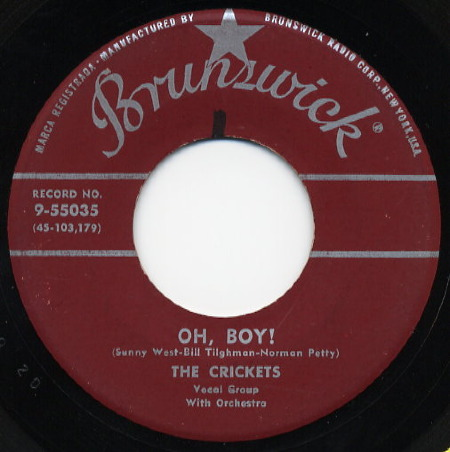
ブランズウィックのラベル

若いころのビリー・ホリデーの音源で有名な、ニューヨークが本拠のレーベル。A&RのCarl Davisがシカゴで活躍し、シカゴ・サウンドの大きな部分となった。
まずは1966年にジャッキー・ウィルソンが録音を開始し、『ハイヤー・アンド・ハイヤー』といったヒット曲を世に送った。
ほかにシャイ・ライツ(『オー・ガール』『have you seen her』)、アーティスティックス ("I'm Gonna Miss You")、バーバラ・アクリン ("Love Makes A Woman")、タイロン・デイビス ("Turn Back the Hands of Time")、ジーン・チャンドラー ("The Girl Don't Care")がいた。

### カートム (Curtom)
カーティス・メイフィールドのレーベル。1968年録音開始。ポスト・ソウル時代にファンク、ディスコ音楽をつくり、黒人映画音楽の主要な制作者となった。メイフィールドはこのレーベルでソロ活動を開始し、映画『スーパーフライ』のサウンドトラック (1972年)が最も売れた。
他にLinda Clifford ("Runaway Love")、the Natural Four ("Can This Be Real"『count on me』)、Staple Singers ("Let's Do It Again")などがヒット。メイフィールドはカートム以前にWindy C (Five Stairsteps, Holly Maxwell, June Conquest)、Mayfield (Fascinations, The Mayfield Singers)を経営しており、Mayfieldには後のスター：ダニー・ハサウェイとリロイ・ハトソンがいた。
1980年にメイフィールドはカートムを閉鎖しアトランタへ引っ越した。ほどなくしてブランズウィックも閉鎖。時代はディスコ全盛で、シカゴ・ソウルは次第に終焉していった。

### シャイサウンド (Chi-Sound)
ふたたびカール・デイヴィスの会社。シャイ・ライツ、デルズ、チャンドラーなどのほか、1976年から1982年までにウィンディ・シティ、エボニー・リズム・ファンク・キャンペーン、マグナム・フォース、シドニー・ジョー・クォールズ、マンチャイルドらがディスコ・ヒットを量産した。

## 主なミュージシャン
| - バーバラ・アクリン - 歌手 - The Artistics - ヴォーカルグループ - フォンテラ・バス - 歌手 - シセロ・ブレイク - 歌手 - ジャン・ブラッドレー - 歌手 - ハロルド・バラージュ - 歌手 - ビリー・バトラー (歌手) - ソウル歌手 - ジェリー・バトラー - シンガー・ソングライター - アルビン・キャッシュ - 歌手 - チャカ・カーン - 歌手 - ジーン・チャンドラー - シンガー・ソングライター、プロデューサー - シャイ・ライツ - コーラスグループ - ディー・クラーク - ポップ・ソウル歌手 - オーティス・クレイ - ソウル歌手 - ウィリー・クレイトン - 歌手 | - ミティ・コリア - 歌手 - タイロン・デイビス - 歌手 - ザ・デルズ - ヴォーカルグループ - アース・ウィンド・アンド・ファイア - バンド。シカゴ出身。 - エモーションズ - ヴォーカルグループ - ジ・エスクァイア - ヴォーカルグループ - ベティ・エヴェレット - 歌手 - en:The Fascinations - 女性ヴォーカルグループ - en:The Five Du-Tones - ヴォーカルグループ - en:Five Stairsteps - ヴォーカルグループ - en:Garland Green・ガーランド・グリーン - 歌手 - インディペンデンツ (音楽グループ) - ヴォーカルグループ - インプレッションズ (音楽グループ) - ヴォーカルグループ - ウォルター・ジャクソン - 歌手 - エタ・ジェイムス - 歌手 - シル・ジョンスン - 歌手、 プロデューサー - en:Major Lance・メイジャー・ランス - 歌手 | - ローラ・リー - 歌手 - オーティス・リーヴィル - 歌手 - ロスト・ジェネレイション - グループ - en:The Marvelows - ヴォーカルグループ - カーティス・メイフィールド - シンガー・ソングライター、プロデューサー - en:McKinley Mitchell - 歌手 - en:Johnny Pate - プロデューサー、編曲、ミュージシャン、「シャフト・イン・アフリカ」など - R・ケリー - シンガー・ソングライター、プロデューサー、編曲家 - en:The Radiants - ヴォーカルグループ - ジャッキー・ロス - 歌手 - サウスサイド・ムーブメント - ファンク・バンド - サウスショア・コミッション - グループ - ビリー・スチュアート - 歌手 - ザ・ヴァイブレーションズ - 音楽グループ。チェスとオーケーのレコーディングに参加経験あり - ジャッキー・ウィルソン - 歌手 |